# 奥林匹克运动会孟加拉国代表团
孟加拉參與8次夏季奥林匹克运动会。未曾參與冬季奧運。
2016年，西迪庫爾·拉赫曼以自身條件獲得高爾夫球的賽事資格，以及歷屆最多的7人參與該屆賽事。該國過去幾屆都以外卡方式獲得資格而得以過去7屆奧運不缺席。
孟加拉人口約1億7000萬，是至今未獲得任何獎牌的國家中人口最多的，人口比其多的國家已經經獲得不少獎牌。
孟加拉奧會主席為Wali Ullah表示孟加拉的經濟偏差使現在體育運動方面的成果不佳。